# Удич (річка)
У́дич — річка в Україні, в межах Христинівського району Черкаської області та Теплицького і Бершадського районів Вінницької області. Ліва притока Південного Бугу (басейн Чорного моря). 

## Опис
Довжина 56 км, площа водозбірного басейну 681 км². Похил річки 1,7 м/км. Долина трапецієподібна, завширшки 1—1,2 км. Заплава вкрита чагарниковою і лучною рослинністю; завширшки 100—200 м. Річище помірно звивисте. Бувають дощові паводки. Побудовані шлюзи-регулятори. Використовується на технічне водопостачання, рибальство. 

## Розташування
Удич бере початок у селі Розсішки. Тече спершу на південь, далі — переважно на південний захід. Впадає до Південного Бугу на південь від села Хмарівка. 

## Притоки
Праві:
- Велика Стінка
- Теплик
- Мочулка
- Ялта
- Річка без назви. Бере  початок на північній околиці села Саша і тече через нього переважно на південний схід. У селі Костюківка впадає в Удич за 23 км від його гирла. Довжина річки - 5 км, площа басейну 12,2 км².

Ліві:
- Струмок Удич
- Тернівка

## Галерея

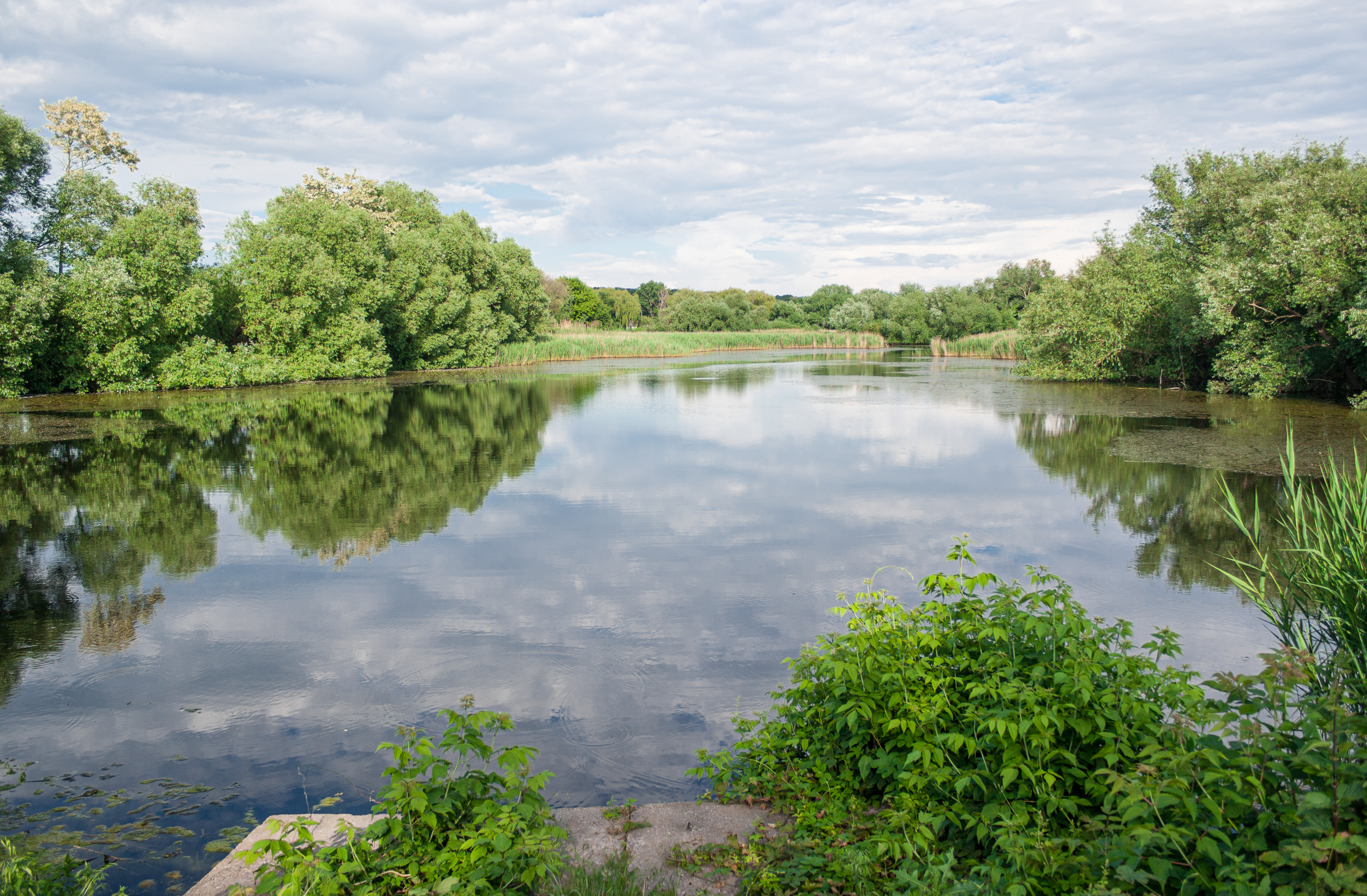
Ставок на річці у селі Розсішки
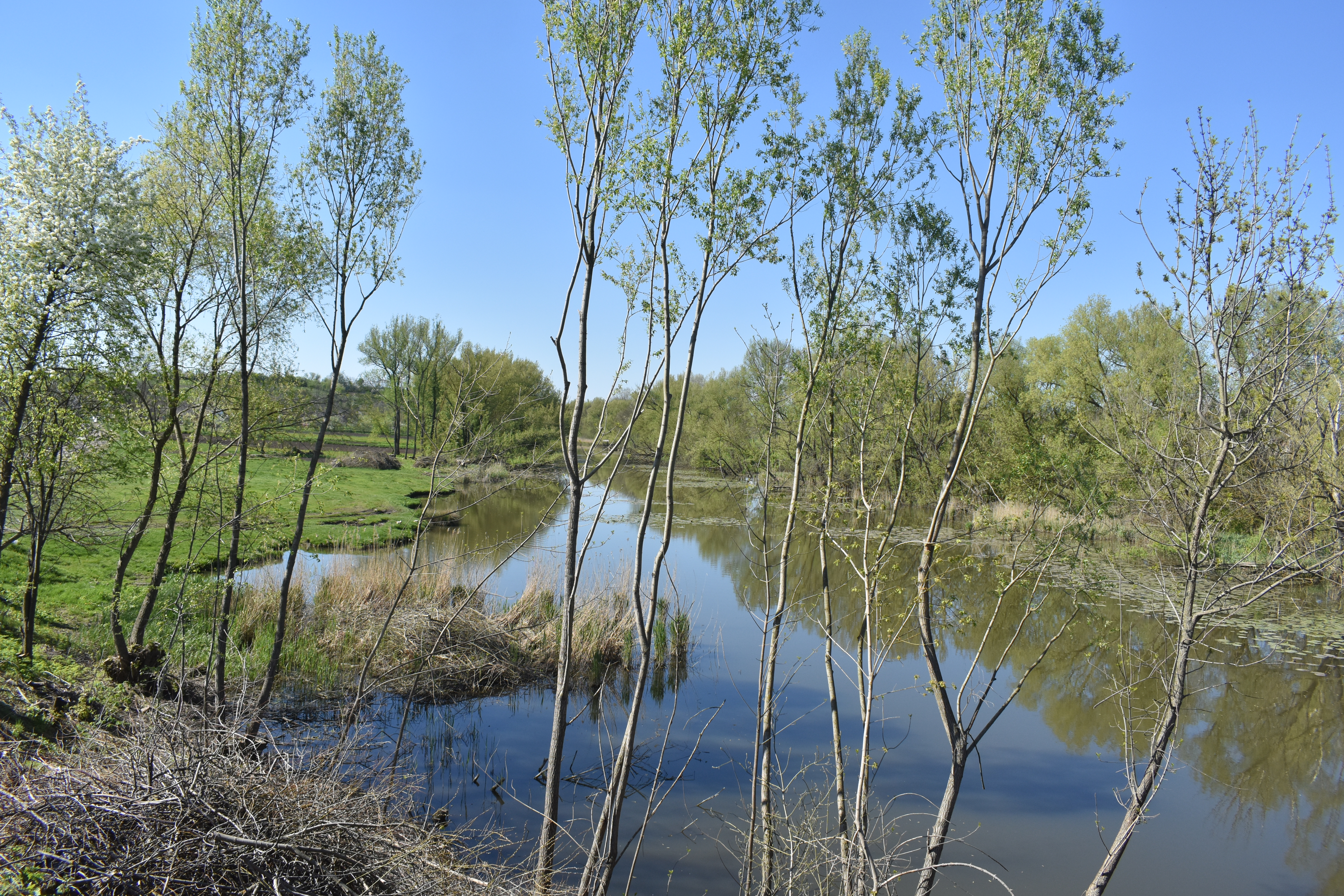
у с. М'якохід
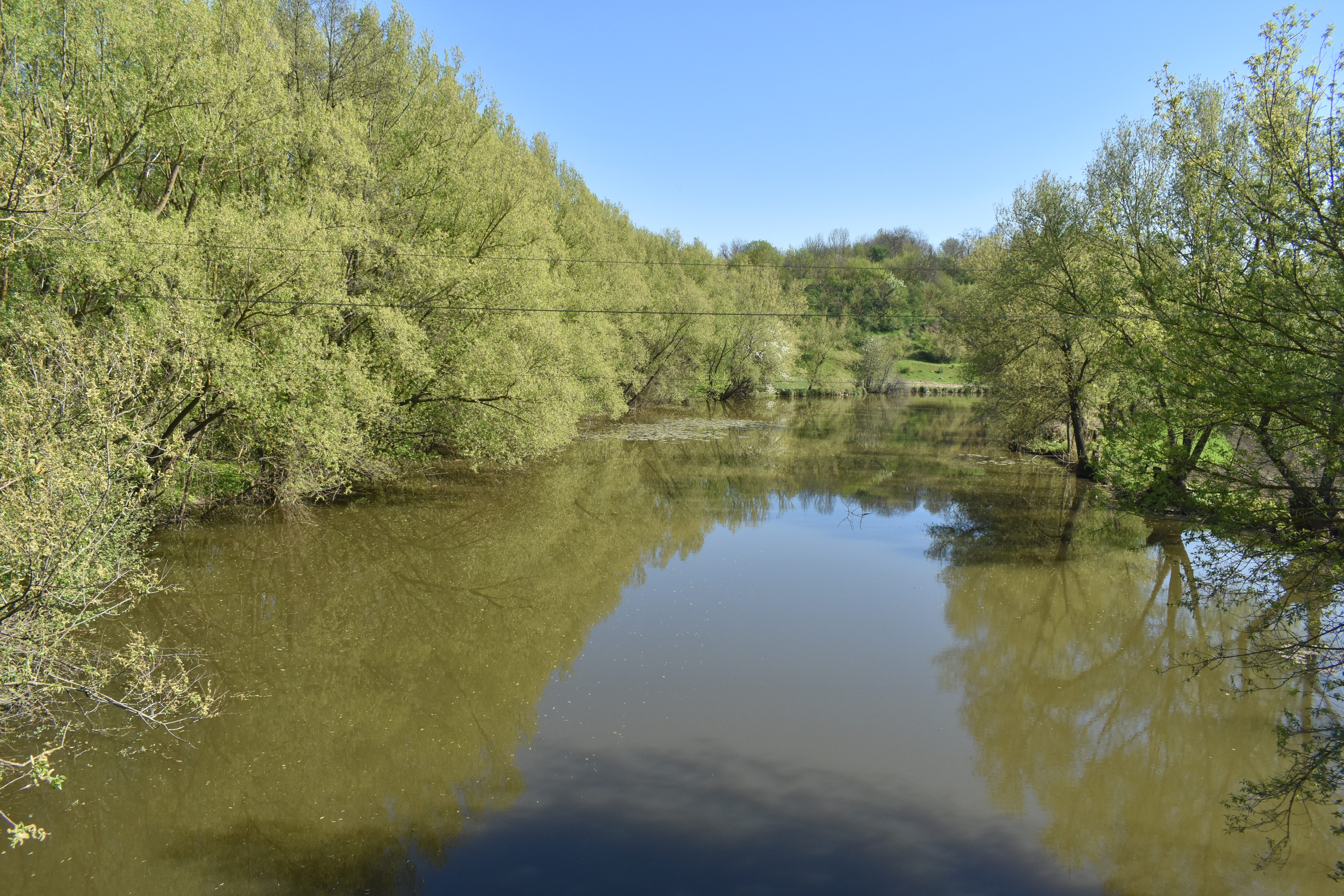
у с. М'якохід
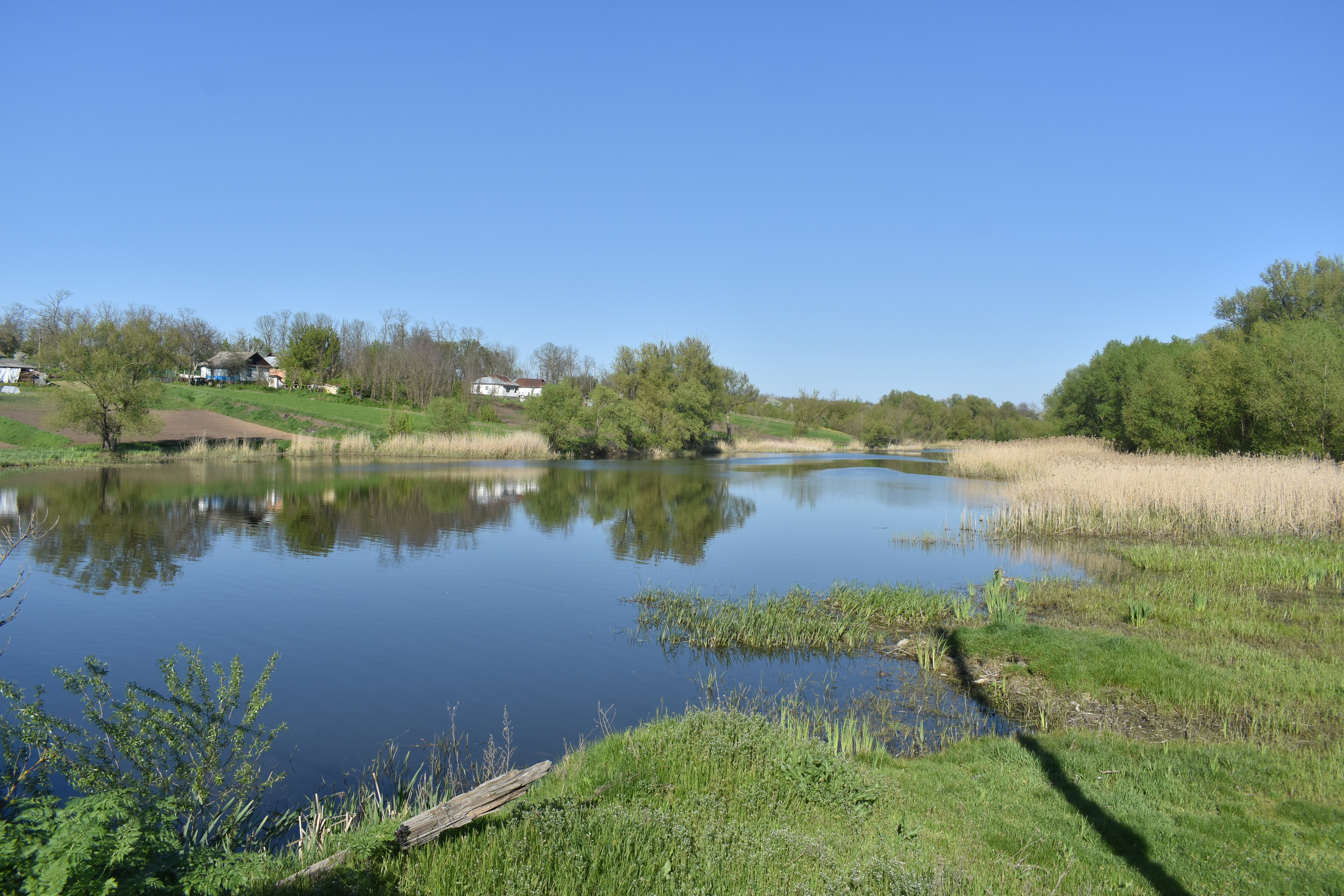
у с. Пологи
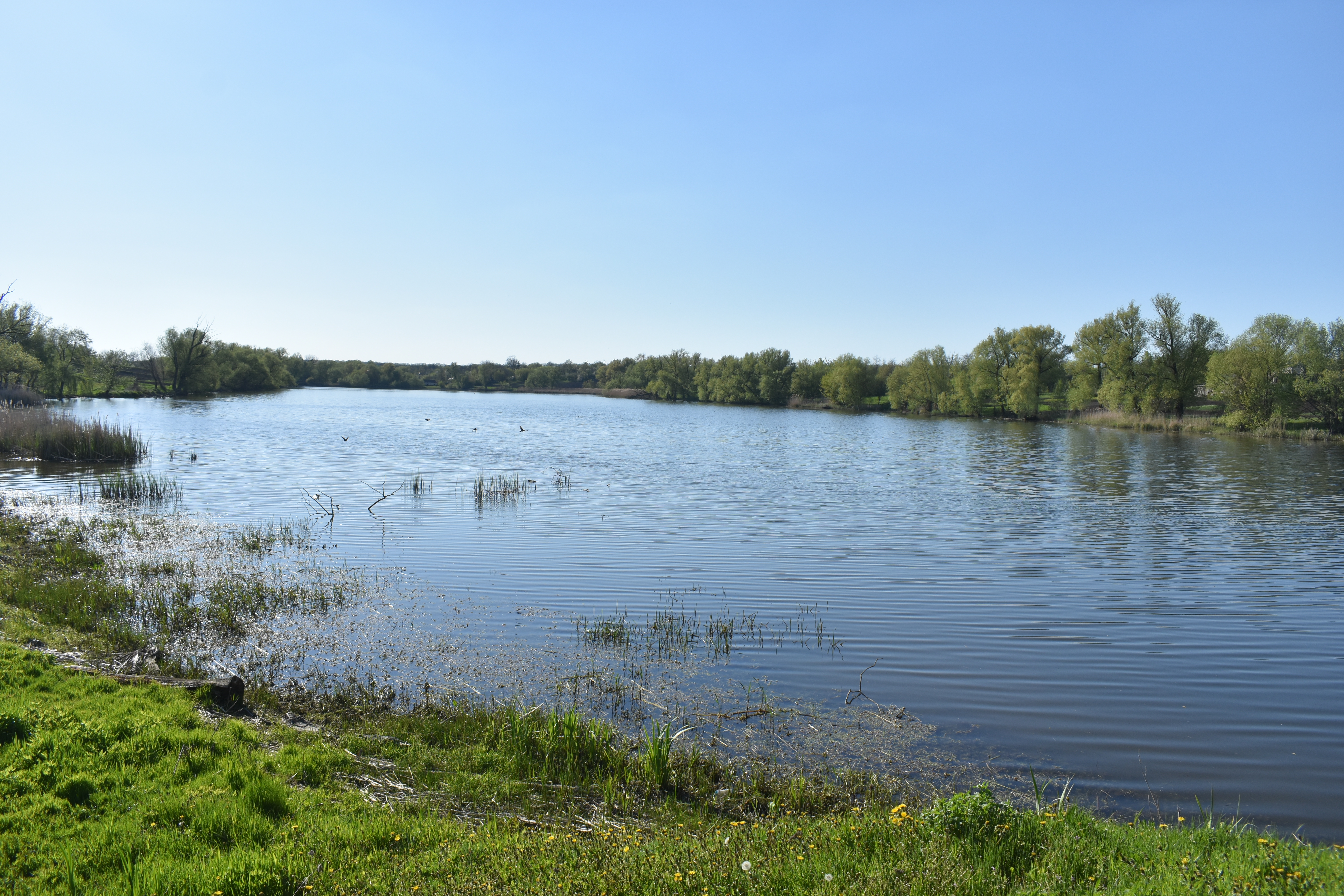
у с. Пологи
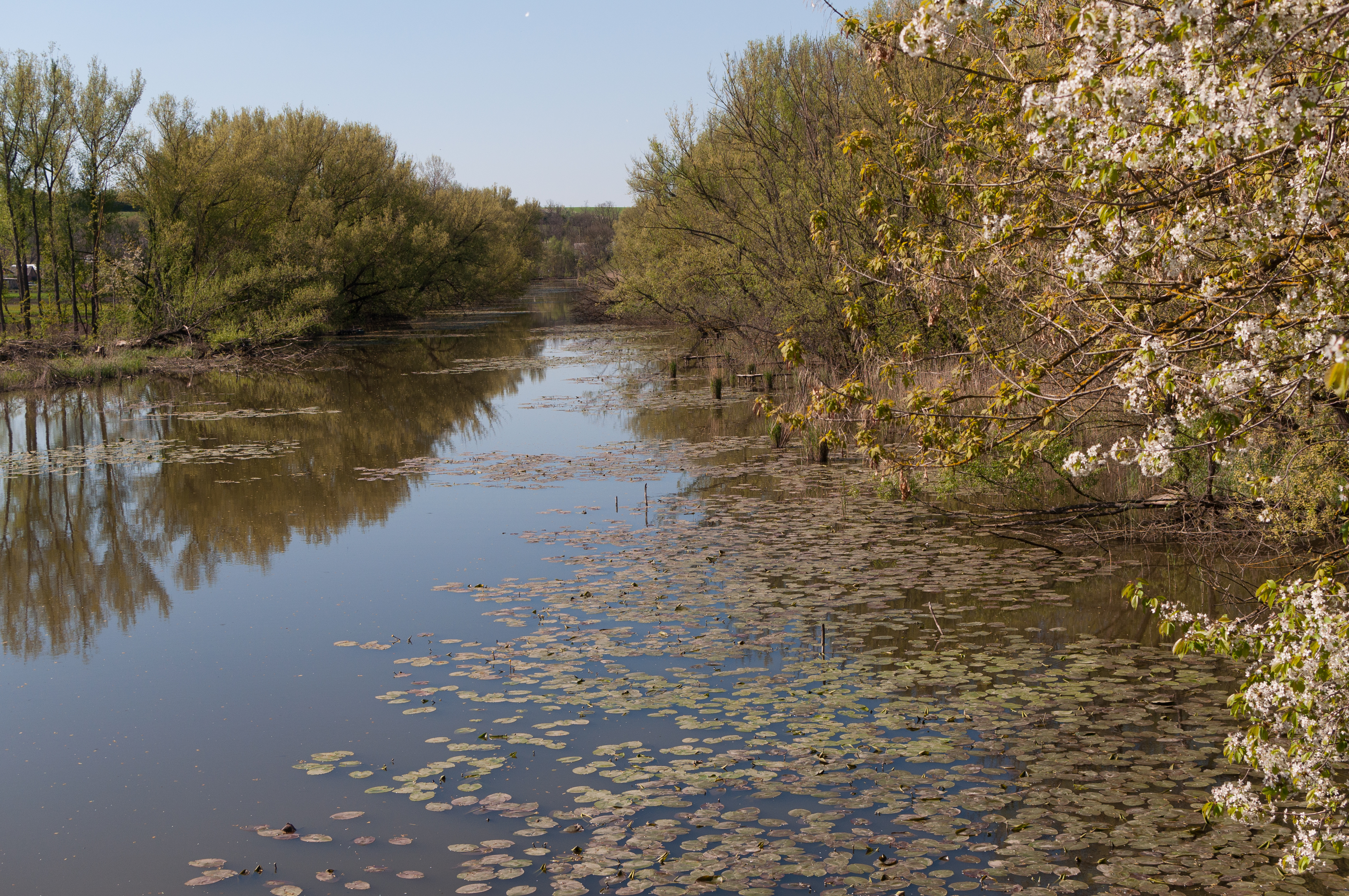
Річка в межах села М'якохід